# خورشیدگرفتگی ۲۵ مارس ۱۸۱۹

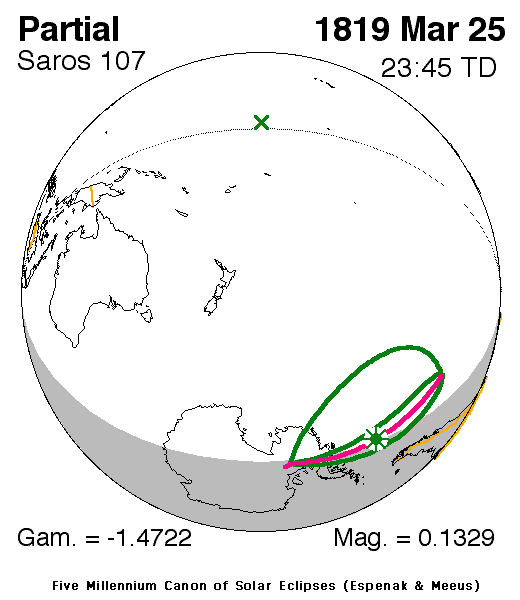
نقشه ناسا برای خورشیدگرفتگی

خورشیدگرفتگی ۲۵ مارس ۱۸۱۹ (به انگلیسی: Solar eclipse of 25 March 1819) یک خورشیدگرفتگی از نوع خورشیدگرفتگی جزئی بود. این خورشیدگرفتگی در تاریخ ۲۵ مارس ۱۸۱۹ روی داد که زمان اوج آن، ساعت ۲۳:۴۴:۳۰ به‌وقت ساعت هماهنگ جهانی بوده‌است.